# Libero Briganti
Libero Remo Briganti, nome di battaglia Giulio (Savona, 2 dicembre 1914 – Upega, 17 ottobre 1944), è stato un partigiano eroe della Resistenza italiano.
Alla caduta di Mussolini guidò la popolazione di Savona durante l'assalto al carcere di Sant'Agostino, che ospitò numerosi detenuti politici.
Decorato alla memoria con la medaglia d'argento al valor militare.

## Biografia
Antifascista savonese, poi capo partigiano col nome di battaglia Giulio; fu ucciso in combattimento dai tedeschi durante la lotta di Liberazione, sui monti di Upega (CN).
Operaio meccanico, sposò Angela Giuria.
II Divisione Garibaldi Cascione - Comando, commissario della divisione.
Fa parte, con altri elementi quali Amilcare Lunardelli, Piero Molinari, Carlo Aschero, Giulio Ottolia, Tonino Cevenini, della tattica di entrismo nei sindacati fascisti messa in atto da alcuni giovanissimi quadri comunisti non ancora conosciuti e in fase di formazione, verso il 1930.
Dal 1931 è nella lista dei soggetti vigilati dal regime fascista, schedato poi nel 1934.

### Attività politica
Nell'estate 1933 contribuisce alla nascita del comitato provinciale clandestino del PCI.
Nel 1934 è in atto a Savona, come in altre parti d'Italia, una particolare fase dell'organizzazione dell'antifascismo clandestino. In tale periodo vive nella città ligure l'organizzazione più articolata che l'antifascismo savonese abbia conosciuto prima della crisi politica causata dalla guerra mondiale.
Sono impiantate cellule in quasi tutti i molti stabilimenti della città. L'allargamento progressivo di tali organizzazioni ne indebolisce le maglie aprendole all'attività dell'apparato poliziesco fascista, che si mette in moto riuscendone a causare la precipitosa discesa sui banchi del Tribunale Speciale: il 21 marzo 1934 (pochi giorni prima delle elezioni-farsa, che si tengono il 25 marzo, in occasione delle quali la repressione poliziesca si fa massiccia) viene rinvenuto un pacco di manifestini negli spogliatoi della Brown Boveri di Vado Ligure, ed incomincia la catena degli arresti, circa sessanta, che si susseguono sino ai primi di maggio per:
Briganti è arrestato in aprile e nuovamente l'11 maggio, poi rilasciato dal penitenziario di Finalborgo a Finale Ligure il 10 luglio 1934.
Prima dell'invio al Tribunale Speciale avvengono interrogatori e torture di terzo grado. Giovanni Viale, G. Roncagli, Carai e altri saranno sottoposti a vari procedimenti, con postumi fisici permanenti (a proposito del Roncagli, l'avvocato Moizo fa presente al generale Dessy, che presiede il Tribunale Speciale, che il suo assistito
{{[...] ha subito gravissime sevizie ed è stato lasciato per sei giorni senza cibo, al fine di estorcergli notizie e dichiarazioni inattendibili di fronte alla giustizia [...].
Il presidente gli toglie la parola e afferma che hanno fatto bene a trattarlo in tale modo: così se ne potrà ricordare per un'altra volta.}}
Il Tribunale Speciale applica pene che variano dai due ai tredici anni di carcere. Fra gli arrestati nello stabilimento di Vado Ligure vi sono Ugo Piero, Giovanni Balestra, Giuseppe Perosino, G. Roncagli, G. Rosso, A. Botta, A. Baglietto, A. Bevilacqua, F. Tognelli, B. Persenda, P. Toscano, G. Dughetti, Antonio e Giovanni Carai, Giuseppe e Giovanni Viale, Francesco Pastore, Tonino Cevenini, Quinto Pompili, Giovanni Aglietto, Giulio Rosati, Giuseppe Lagorio, Giulio Ottolia, Nicolò Lupi, Armando Pescarmona, Francesco Piredda.
Il maxi-processo ha luogo a Roma dal 20 al 22 marzo 1935, con durissime condanne. Il Briganti riceve con altri il provvedimento dell'ammonizione (3 agosto 1934).
Nello stesso 1934 è operaio allo stabilimento Scarpa & Magnano, dov'è responsabile della cellula comunista per incarico del PCI clandestino al fine di infiltrarsi nel sindacato fascista. A questo scopo è iscritto il 24 maggio 1936 al PNF. Altre cellule sono attive all'ILVA, a Vado Ligure, in Val Bormida, nel Finalese, nelle Albissole.
Verso la fine degli anni trenta il PCI potenziò la propria nuova posizione nei confronti delle organizzazioni fasciste di massa, utilizzate dal regime come freno alle spinte operaie e come sedazione del malcontento che, specialmente dopo la guerra d'Africa e la guerra civile spagnola, nonché per le peggiorate condizioni di vita, serpeggiavano fra le masse lavoratrici.
Nel 1936 è bersagliere di leva a Torino.
Dall'8 giugno 1937 è operaio allo stabilimento ACNA di Cengio (SV), e licenziato il 3 novembre successivo su richiesta del questore di Savona.
È poi nuovamente operaio della Scarpa & Magnano.
Viene nuovamente arrestato nell'aprile 1938, momento della brusca interruzione, con una nuova serie di circa sessanta arresti (che interessano stavolta anche Finale Ligure ed Albenga), dell'attività di propaganda a sostegno della causa di libertà spagnola clandestinamente perpetrata da Radio Barcellona.
Una parte degli imputati passa nuovamente sotto il Tribunale Speciale di Roma, che distribuisce generosamente anni di reclusione e confino. Libero Briganti è condannato con sentenza n°16 del 9-10 febbraio 1939 a cinque anni di reclusione (di cui due condonati) per associazione e propaganda sovversiva. Viene rinchiuso nel carcere di Castelfranco Emilia (MO), da cui è rilasciato il 20 aprile 1940.
Fra gli altri condannati vi sono Pietro Trevisan (undici anni), Antonio Baccino (otto anni), Ambrogio Garabello (dieci anni), Attilio Gori (sei anni).
Gli arrestati rimangono quasi un anno in carcere e sottoposti a duri interrogatori (il Porta sarà anche torturato). Il farsesco processo durerà dalle 10:15 alle 12 del 9 febbraio 1939, tempo in cui vengono ascoltati gli imputati, i testi, i difensori e il Pubblico Ministero si ritira emettendo la sentenza di condanna (...) per il reato di propaganda antifascista e appartenenza ad un partito disciolto.
Oltre al Briganti subisce la condanna a cinque anni anche Valentino Moresco, mentre sono comminati otto anni ad Amilcare Lunardelli e sei a Guido Porta e a Tullo Cenci.
Altri, fra cui Aldo Cailani, Piero Molinari, Angelo Ghisolfo, sono inviati al confino.
Tra il 1939 ed il 1940 alcuni escono dal carcere, altri tornano dal confino (Briganti, Gori, Pierino Molinari, Moresco, Severino Sozzi) e riprendono negli stabilimenti un'attività che via via si fa sempre più incisiva. Prende corpo attorno alla figura dell'avvocato Cristoforo Astengo il Partito d'Azione clandestino, cui aderiscono diversi noti professionisti.
Il 1º aprile 1941 Briganti viene espulso dal PNF "per indegnità".
Dal 6 maggio 1941 gli è revocata la libertà vigilata.
Dal 7 dicembre 1942 è operaio presso lo stabilimento SAMS di Savona.
A Savona e provincia la politica entrista inizia a dare i suoi frutti più evidenti nel febbraio 1942, mentre infuria la guerra e il malessere diffuso cresce continuamente. Facendo leva su questo malcontento, il personale dell'ILVA, della Scarpa & Magnano, della Servettaz Basevi nonché delle industrie vadesi, valbormidesi e del Finale, riesce a imporre riunioni ai sindacati fascisti durante le quali questi vengono messi sotto accusa e si avanzano richieste di tipo economico e alimentare.
L'eco di queste proteste giunge a Roma, da dove viene inviato con urgenza a Savona il Consigliere Nazionale della Camera dei Fasci e delle Corporazioni Enrico Margara, per calmare gli animi. La mossa è per il regime disastrosa: la riunione dei lavoratori della Scarpa & Magnano, tenutasi nella sede dei sindacati fascisti, si trasforma in una furiosa protesta, con alcuni incidenti, ed il Margara è costretto ad allontanarsi. Viene arrestato l'operaio Fortunato Tognelli, condannato a 5 anni di confino. Il Margara tenta un incontro nel pomeriggio al teatro Chiabrera con il personale delle altre fabbriche, ma il comizio viene sospeso tra urla e fischi.
Questa tattica di penetrazione nei sindacati di regime si evolverà portando poi ai famosi scioperi di Torino e Milano del marzo 1943, che assesteranno un colpo ulteriore al regime poi collassato col colpo di Stato di Palazzo del 25 luglio.
Il 20 febbraio 1944 Briganti è imputato di propaganda antinazionale dal Tribunale Provinciale Straordinario di Pavia, ancora ricercato in data 14 aprile 1944 per organizzazione di bande ribelli.
Segretario della federazione savonese del PCI dal maggio 1940 all'ottobre 1943.
La sera di domenica 25 luglio 1943 la radio annuncia, alle 22:45, le dimissioni imposte a Mussolini dal Gran Consiglio del Fascismo, mentre a Savona è in corso un allarme aereo e i savonesi sono colti nei rifugi. La stessa notte si riuniscono sia il Comitato d'Azione Antifascista che il Comitato Federale del PCI (quest'ultimo nei pressi della chiesa di San Lorenzo, presenti Andrea Aglietto, Giovanni Rosso , Giuseppe Rebagliati, Attilio Gori, Angelo Bevilacqua (Gin Bevilacqua), Piero Molinari, mentre Briganti è il segretario), che decide di prendere subito accordi affinché il Comitato d'Azione Antifascista promuova uno sciopero generale (vista la mancanza di organizzazioni sindacali valide).
Fra le proposte in seno al consiglio vi è la stampa di manifesti per inneggiare allo sciopero generale (nei mesi precedenti la situazione nelle fabbriche siderurgiche, e non, della città si è fatta drammatica, con tensioni e vittime fra gli operai), ma la situazione convulsa e la generale incertezza degli avvenimenti fanno propendere per il non mettere in pratica la proposta. S'incarica Giovanni Rosso di coordinare la rappresentanza del PCI presso il Comitato d'Azione.
Il Partito d'Azione, il Gruppo di Ricostruzione Liberale, il Movimento di Unità Proletaria per la Repubblica Socialista, il Partito Democratico Cristiano, il Partito Socialista Italiano ed il Partito Comunista Italiano firmano il seguente appello:
- liquidazione totale del fascismo e di tutti i suoi strumenti di oppressione;
- armistizio per la conclusione di una pace onorevole;
- ripristino di tutte le libertà civili e politiche prima fra tutte la libertà di stampa;
- libertà immediata di tutti i detenuti politici;
- ristabilimenti di una giustizia esemplare, senza procedimenti sommari, ma inesorabile nei confronti di tutti i responsabili;
- abolizione delle leggi razziali;
- costituzione di un governo formato dai rappresentanti di tutti i partiti che esprimano la volontà nazionale;
- i partiti antifascisti invitano gli italiani a non limitarsi a manifestazioni di giubilo ma, consci della gravità dell'ora, ad organizzarsi per far valere la irremovibile volontà che la nuova situazione non sia da alcuno sfruttata a fini reazionari e di salvataggio di interessi che hanno sostenuto il fascismo e sono stati dal fascismo sostenuti. I partiti antifascisti hanno perciò deciso che tutte le masse lavoratrici, operai, contadini, impiegati, artigiani, professionisti, studenti, combattenti, devono considerarsi in stato permanente di allarme e vigilanza per affermare con l'azione la loro incoercibile volontà di pace e di libertà. 26 luglio 1943.»
Il 26 luglio la città esplode contro il regime. Alle sei del mattino gli operai della Scarpa & Magnano iniziano uno sciopero attivando a distesa la sirena della fabbrica, ininterrottamente, sino alla formazione di un lungo corteo chiama a raccolta la popolazione di Villapiana e Lavagnola, poi attraversa Savona e vi si uniscono cittadini di vari ceti sociali, donne, giovani, ragazzi, professionisti. Esso raggiunge l'ILVA, le cui maestranze escono dalla fabbrica al pari di quelle degli altri stabilimenti e si trasferisce in piazza Mameli, dove prendono la parola l'avvocato Campanile, l'avvocato Cristoforo Astengo, l'operaio Piero Molinari.
La collera popolare del 26 luglio demolisce le icone del ventennio e dà l'assalto al palazzo della federazione fascista. L'autorità militare di regime, che prende il potere in città, scagliona pattuglie di soldati per tentare di tenere la situazione sotto controllo, ma gran parte dei militari fraternizza con la popolazione riversata in massa per le strade e le manifestazioni continuano.
Libero Briganti guida, in quel giorno, la popolazione savonese all'assalto del carcere di Sant'Agostino di Savona, dove sono rinchiusi numerosi detenuti politici. Penetra nel cortile ed ottiene dal direttore del penitenziario l'impegno alla liberazione dei perseguitati, poi in parte mantenuto.
In città la quasi totalità della popolazione è riversata in strada e nelle piazze. Vengono bruciate insegne, bandiere e simboli del fascio; appaiono alcuni plotoni di soldati in assetto da guerra.
Nelle settimane successive ritornano dal confino alcuni savonesi, finalesi, albenganesi. Ciò favorisce la riorganizzazione dei vecchi partiti antifascisti clandestini, fra cui il PCI che con Gian Carlo Pajetta, in questo periodo spesso a Savona, rinnova i propri organismi di direzione. Molti elementi postisi in luce possono facilmente essere riorganizzati, e lo stesso Comitato Federale è ridotto a tre componenti (Libero Briganti, G. Rosso e Pennello), per garantirne una più snella e rapida funzionalità.
Giungerà così l'8 settembre 1943.
Dopo l'8 settembre Briganti organizza i primi nuclei e gruppi partigiani e promuove le prime azioni armate contro i nazifascisti.
Ma nell'ottobre 1943, braccato dalla polizia per la sua attività politica successiva alla caduta di Mussolini durante i quarantacinque giorni del regime di Badoglio, deve lasciare Savona raggiungendo l'imperiese, dove curerà la formazione politica e l'organizzazione dei gruppi partigiani che si stanno formando. A Savona viene sostituito da Giovanni Gilardi, di Oneglia.
Scrive il Gilardi:
Accompagnai Pajetta sui monti di Imperia, dove ebbe luogo un'altra riunione [...] fra i partecipanti vi era Cascione, [...] dopo quella riunione, il Partito mi chiamò a Savona a sostituire Libero Briganti, che passava alle formazioni imperiesi [...].»
Il PCI decide di porre le basi organizzative inviando in montagna un certo numero di attivisti sperimentati e destina a tale compito elementi che, per i propri precedenti politici, ben difficilmente avrebbero potuto continuare a fare attività nei quartieri e nelle fabbriche. Ad accelerare questo processo è la notizia secondo cui la Federazione Fascista ha compilato un elenco di
Briganti è commissario politico del distaccamento garibaldino costituito il 22 febbraio 1944 alla Maddalena di Lucinasco (IM) e della nona Brigata Garibaldi che, da quello, il 20 giugno 1944 si sviluppa, con sede nel bosco di Rezzo (IM), e infine della Divisione Garibaldi Cascione germinata dalla nona brigata nel luglio 1944.
Di lui Carlo Farini (Simon) scrive in una lettera del 14 novembre 1944 indirizzata a Nino Siccardi (Curto), comandante della div. Cascione: "Vecchio e bravo compagno, la sua qualità maggiore che tanti non conoscevano, dato il suo carattere chiuso e l'incapacità che egli aveva di esteriorizzare le sue conoscenze e il suo parere, era l'indubbia cultura politica, l'orientamento giusto, l'attaccamento e la fedeltà a tutta prova al Partito. Egli era certamente il compagno più preparato, ideologicamente, di tutta la Divisione, e pur tanto così semplice e modesto. Il Partito, perdendo Giulio, ha perduto un militante sicuro e capace, non solo il vecchio compagno che aveva lavorato nel periodo oscuro e difficile dell'illegalità, ma il compagno che attraverso tutto un processo autocritico e uno sforzo impareggiabile per sormontare certe asprezze acquisite durante i lunghi anni di vita illegale imparava ad essere ancora quel capo di massa che le esperienze richiedono, (...) Giulio era certo uno dei migliori nostri e la sua perdita è perdita incalcolabile. (...) ".
A Libero Briganti, in quel periodo lontano da Savona, era stata in passato attribuita, erroneamente e senza fondamento, la partecipazione all'attentato alla trattoria della stazione di Savona il 23 dicembre 1943.
Una riflessione scritta dal Briganti nell'agosto 1944, diffusa anche nelle formazioni partigiane del savonese, sui Garibaldini quali soldati del nuovo esercito nazionale d'Italia e sul necessario loro spirito di disciplina partecipativa:
Con la realizzazione del Comando Unico di tutte le forze militari dell'Italia occupata agli ordini del governo Bonomi, il governo legittimo italiano in cui vi sono rappresentati i vari partiti antifascisti, noi oggi dobbiamo considerarci l'esercito nazionale, che lotta per la libertà e l'indipendenza della nostra Patria.
L'esercito che domani avrà il compito di difendere le libertà popolari per cui oggi il popolo italiano combatte.
Con il rapido precipitare della situazione su tutti i fronti, con lo sbarco avvenuto nella Francia meridionale, a noi s'impongono oggi dei compiti di eccezionale importanza militare, per cui dobbiamo revisionare la nostra organizzazione da un punto di vista organizzativo per renderla un efficiente strumento di lotta.
Il problema che dobbiamo oggi affrontare è quello della disciplina, problema che acquista in questo momento un valore di capitale e decisiva importanza.
È facilmente comprensibile che un esercito privo di disciplina non può esistere, in quanto sarebbe in realtà un insieme di uomini, ché ognuno vorrebbe agire di propria iniziativa, determinando così, solamente, della confusione e del caos.
La disciplina rappresenta per un esercito la forza, l'ossatura, la spina dorsale, l'essenza, TUTTO, perché mancando questa non si può realizzare NULLA.
La disciplina dobbiamo volerla senza alcuna riserva ed accettarla consapevoli della sua necessità per potenziare, rafforzare, consolidare la nostra organizzazione, la nostra lotta.
Come possono lottare efficacemente gli uomini di un distaccamento se ognuno intendesse agire di sua propria iniziativa?
Come possono lottare efficacemente i distaccamenti di una Brigata se ogni distaccamento intendesse agire di sua propria iniziativa?
Come potremo realizzare degli obiettivi di forte entità se tutti gli uomini non comprendono le funzioni, i compiti del Comando di Divisione?
Ossia i compiti di dirigere, di guidare l'azione generale di tutti i distaccamenti e di tutte le brigate?
Come possiamo noi, figli difensori del popolo, non comprendere e non vedere le necessità organizzative, le necessità tattiche e strategiche, non comprendere conseguentemente che il Comando Divisionale ha bisogno assoluto per sviluppare, per assolvere il suo compito direttivo di coordinare, di controllare tutte le forze a disposizione?
Per realizzare tutto questo è indispensabile una cosciente, volontaria e stretta collaborazione di tutti i garibaldini e di tutti i rispettivi Comandi.
Noi siamo dei volontari, e spontaneamente, senza alcuna imposizione, siamo venuti sui monti per lottare per la conquista della libertà e dell'indipendenza della nostra Patria.
Ci siamo uniti ed organizzati perché l'esperienza ci insegna che l'unione fa la forza, e abbiamo compreso che ognuno di noi deve considerarsi un soldato, con tutti i suoi diritti e i suoi doveri.
Un soldato, però, NUOVO, che nulla ha in comune con il soldato del vecchio esercito.
Poiché noi tutti, principalmente oggi, sappiamo PERCHÉ COMBATTIAMO E CHE COSA VOGLIAMO? e per questo non indietreggiamo davanti a nessun sacrificio.
Un soldato NUOVO perché siamo membri di una famiglia, perché siamo chiamati a collaborare per tutto ciò che concerne la nostra lotta e la nostra vita, per questo ci sentiamo tutti responsabili di fronte al nostro Paese.
Noi non abbiamo nulla in comune con il soldato dell'esercito fascista che era considerato un oggetto, uno strumento, solo chiamato per ubbidire e basta.
Il soldato della NUOVA ITALIA non lo si guarda dall'alto in basso, non è un oggetto, è un essere pensante, vivo, cosciente, è il difensore del popolo, è un uomo che comprende la necessità, nelle ore di servizio, di una disciplina ferrea, intransigente, [e che] egualmente comprende che nelle ore di riposo deve regnare la più grande fraternità e cameratismo da parte di tutti i Garibaldini, dal Comandante di Divisione all'ultimo portaordini.
Oltre che alle ragioni di carattere organizzativo per cui la disciplina diventa un fattore indispensabile, noi dobbiamo considerarla anche una necessità VITALE, se teniamo presente le caratteristiche del nemico che abbiamo di fronte.
I Nazi-fascisti appunto perché sono sull'orlo del precipizio, noi osserviamo che stanno diventando più sanguinari e spietati.
Noi dobbiamo riconoscere (e questo ci rimane facile) che sono più ben armati di noi, più ben organizzati e disciplinati di noi, in più sfruttano un'esperienza di lotta antipartigiana quadriennale acquisita principalmente nei Balcani e in Russia.
Oltre a questi fattori positivi i nazi-fascisti dispongono di un servizio di informazioni, di cui noi abbiamo dovuto fare una dolorosa esperienza, con distaccamenti attaccati e disorganizzati nelle basi di arroccamento, riportando la perdita di numerosi Garibaldini, di armi e di viveri.
Da parte nostra possediamo una forza che i tedeschi hanno perso: questa nostra forza è il nostro spirito combattivo, la nostra fede, il nostro entusiasmo, però disponiamo di poche armi e munizioni, siamo debolmente organizzati e disciplinati, in più delle esperienze dolorose fatte non ne teniamo sufficientemente conto. Se il glorioso esercito Rosso oggi irrompe con tutta la potenza delle sue armi nella Prussia Orientale, se è riuscito da molto tempo a sfatare il mito dell'imbattibilità dell'esercito Tedesco, se il popolo Russo in questa guerra ha apportato il maggiore contributo per la vittoria, dobbiamo affermare che tutto questo lo deve principalmente alla DISCIPLINA VOLONTARIA, COSCIENTE, di cui sono animati tutti i soldati Rossi, poiché essi sentono in una misura maggiore della nostra di lottare per una causa santa, giusta, umanitaria. L'Armata Rossa agli albori della sua organizzazione sofferse anch'essa i nostri mali ed accusò le nostre medesime deficienze, però la gioventù dell'Unione Sovietica seppe rapidamente comprendere la necessità inderogabile per potenziare, per rafforzare, per consolidare l'Armata Rossa di una DISCIPLINA FERREA, DI UNA DISCIPLINA VOLONTARIA, ACCETTATA E SENTITA. Il nuovo esercito del Popolo Italiano deve essere il risultato della partecipazione attiva di tutti i Garibaldini alla vita stessa delle loro formazioni, tutti i Garibaldini sono tenuti a collaborare con i responsabili, aiutandoli a superare tutte quelle difficoltà che si frappongono al buon funzionamento dei distaccamenti. Noi vediamo che nei distaccamenti vi sono vari servizi: guardia, pattuglia, corvée, cucina, vi sono i responsabili dell'intendenza, delle informazioni del servizio sanitario, eccetera. I Garibaldini di ogni distaccamento sono soddisfatti del buon andamento del distaccamento? Del buon funzionamento dei servizi? Non c'è nessuno che possa aiutare e collaborare con l'Intendente, con l'addetto alle informazioni, non ci sono Garibaldini che hanno proposte, osservazioni, critiche, consigli da dare per il buon funzionamento dei vari servizi? Ora se questa collaborazione non avviene nei nostri distaccamenti, se non si applicano questi principi democratici, se non comprendiamo che il lavoro collettivo è molto più produttivo di quello individuale, se non comprendiamo la necessità di questo scambio di esperienze fra i responsabili di distaccamento e di Garibaldini, dimostriamo concretamente di essere degli ambiziosi e presuntuosi e di non voler vedere più in là del proprio naso, poiché così lavorando otterremo dei risultati completamente opposti a quelli che noi vogliamo raggiungere. – L'unità delle nostre formazioni e la disciplina devono essere il risultato del libero consenso e della coscienza politica di ogni singolo volontario e queste non si ottengono sulla base di una disciplina formale e tanto meno sulla base di un autoritarismo che anziché unificare divide gli uomini dai capi. (Simon) – Non sono buoni Garibaldini coloro che invece di collaborare sinceramente ed onestamente si limitano a fare dei pettegolezzi, della maldicenza e della denigrazione, poiché ciò genera disunione, che in parole povere si traducono in disfattismo, e i disfattisti noi li consideriamo al pari dei nostri NEMICI. Una fonte di esperienze per le nostre formazioni, per tutti i Garibaldini, per sempre rafforzare e potenziare la nostra organizzazione, per creare sempre più quel legame, quella saldatura morale tra gregari e capi, che costituisce la nostra maggiore forza, è l'adozione concreta della critica collettiva delle azioni, prima, e dopo l'esecuzione. Sarà con l'adozione di questi principi e criteri democratici che tutti i Garibaldini potranno assimilare tutte quelle esperienze tratte dagli errori commessi, nelle azioni fatte da loro stessi e dagli altri Garibaldini. Sarà adottando questi criteri nuovi che gli uomini più coraggiosi e di iniziativa potranno essere più facilmente individuati e valorizzati dai loro capi. Per concludere, a tutto il nostro lavoro, a tutta la nostra attività dobbiamo dare un nuovo indirizzo che deve avere come scopo, come obiettivo, la trasformazione delle nostre bande in distaccamenti ben organizzati e disciplinati che corrispondano pienamente alle esigenze dell'ora presente.»
(19 agosto 1944 - IL COMMISSARIO GENERALE - (Giulio)".)
In un piccolo paese di pietra non lontano dal Monte Saccarello, Upega, il 17 ottobre 1944 reparti della sesta Divisione Garibaldi combattono disperatamente contro l'accerchiamento tedesco. Molti partigiani cadono colpiti a morte, fra essi Libero Briganti.

## La morte
Relazione di Nino Siccardi sui fatti di Upega:
" (...) A Upega (...) insieme a Giulio do ordine per provvedere per i feriti e quindi ci rechiamo nella direzione dei tedeschi, colla speranza di poterli trattenere un poco per dar modo di porre in salvo i feriti nella vicina cappella del cimitero (...) Ma purtroppo i tedeschi sono ormai a non più di 50 metri da noi, mentre Giulio rimane subito mortalmente ferito da una pallottola che gli perfora il ventre. Cerco allora di porre in salvo Giulio e miracolosamente possiamo raggiungere un nascondiglio ove, dopo circa due ore e mezza, e precisamente alle 17:40, Giulio decedeva (...) ".
Così Chiara Arduino-Siccardi:
Giulio, ad un tratto, ebbe un'esclamazione di dolore: -Curto, guarda un poco, mi hanno colpito ad una coscia-.
Mio marito si chinò e guardò.
Giulio era stato ferito all'addome, era già in atto l'emorragia, con fuoruscita dei visceri, non vi era più speranza.
Curto si caricò il moribondo sulle spalle, e lo trasportò tra i roccioni dei Negrone, al riparo dalla furia nemica, e lì rimase a raccogliere le ultime frasi del suo fratello d'armi, tanto simile a lui per il coraggio, la modestia, l'assoluta, cieca dedizione al Partito.
Fino all'ultimo, volutamente Giulio ignorò la sua ferita per preoccuparsi di quanto accadeva ai garibaldini: -Cosa fanno i nostri? Si difendono? Cosa ne è dei feriti? Riescono a trovare riparo?-
E mio marito rispondeva con pietose menzogne per rendere meno doloroso il trapasso.
-Curto, ho sete-, furono le sue ultime parole.»
Ancora da Nino Siccardi:
Fallito il tentativo di raggruppare i partigiani a scopo difensivo e strappare al nemico il tempo necessario per trasportare i feriti nella cappella del cimitero o nel Bosco Nero [...] Curto [Nino Siccardi, comandante della divisione Cascione] raggiunge al comando il commissario divisionale Libero Briganti (Giulio), e i due attuano il disperato tentativo di arrestare da soli l'avanzata dei drappelli tedeschi.
Sanno che è impossibile in due fermare la valanga, ma forse guadagneranno i pochi minuti necessari per salvare i feriti, per poi morire.
Giunti fuori del paese scorgono in alto, a sinistra, i tedeschi che avanzano su due colonne distanziate.
Curto e Giulio salgono rapidamente una mulattiera e, portatisi in cima al borgo, all'altezza dei tedeschi, si appostano dietro una casa.
Di lì possono sparare a 300 metri con machinen-pistole contro il nemico che sarà giunto a tiro.
Mentre Curto prepara la propria arma seminceppata, Giulio scorge i tedeschi, si sposta fuori dal muro che lo ripara e li raffica.
Poi, rivolgendosi a Curto con il viso pallido e lo sguardo stupito, mormora: -Sono ferito- [colpito da un tedesco con un fucile a cannocchiale].
Compie qualche passo indietro, a ridosso della casa, e consegna l'arma al compagno al quale si appoggia.
Arretrano entrambi di qualche centinaio di metri non visti dai tedeschi che tardano ad avanzare.
Le forze di Giulio gradatamente cedono, non riesce più a camminare [...].
Dal basso giungono gli urli laceranti della mitraglia, l'eroico destino di Cion (Silvio Bonfante), vicecomandante della divisione Cascione] e dei suoi compagni sta compiendosi [...], un luogo nascosto ripara i due uomini, Giulio disteso sul dorso e col respiro ansante, ogni tanto a stento alza la testa per osservare i movimenti dei nemici sottostanti.
Preparate vicino a sé le armi automatiche per un'estrema difesa e aperta la camicia piena di sangue, Curto scruta la gravità della ferita del compagno, una pallottola, entrata a sinistra, è uscita a destra del ventre e anche i visceri sporgono fuori.
Capisce che per Giulio è la fine, ma non gli dice niente e decide di attendere lì, a fianco, la sua morte.
Non gli rivolge domande su cosa dire ai parenti affinché il morente non si accorga di nulla.
Poi, il ferito entra in coma, respira affannosamente, chiede disperatamente acqua che Curto non gli può dare; ha una gran sete, l'emorragia interna segue inesorabilmente il suo corso.
L'agonia dura tre ore circa, alle 17:40, dopo un sussulto, Giulio rimane esanime [...].
Ritornato cinque giorni dopo da Fontane [...] Curto recuperò e seppellì, con l'aiuto di due garibaldini, il cadavere di Giulio.»
Il 17 ottobre 1944 a Upega cade anche il giovanissimo savonese laureando in medicina Gian Francesco De Marchi, mentre assiste un gruppo di partigiani feriti. Anche lui sarà insignito della medaglia d'argento al Valor Militare della Resistenza.
Questa è la lettera di Carlo de Lucis alle forze partigiane di Savona in occasione della sua morte:
Portatosi innanzi intrepidamente cadeva colpito a morte da una raffica di mitraglia.
Con la sua eroica morte egli ha gloriosamente suggellata la sua vita di combattente, una vita coraggiosamente vissuta nella lotta per la libertà e l'indipendenza del nostro Paese, per la libertà e i diritti delle masse popolari.
Egli è stato per tutti noi un esempio di abnegazione, di spirito di sacrificio, di sicuro coraggio.
Nella espletazione dell'importante incarico che gli era stato affidato aveva dimostrato le alte doti del suo intelletto e della sua preparazione, come la saldezza della sua fede. Egli è una tipica figura di garibaldino, di combattente e di militante.
Con la sua gloriosa morte onora il suo paese, i suoi compagni di fede e di lotta.
La seconda Divisione Garibaldina della Liguria perde in lui uno dei suoi migliori, esempio luminoso e indimenticabile di devozione alla Causa comune a tutti quegli italiani che hanno imbracciato il fucile per cacciare dal suolo della Patria i barbari alemanni ed estirpare per sempre la peste nera del fascismo.
Egli era un esempio luminoso di entusiasmo, di tenacia, di coraggio e di fervida volontà di migliorarsi per assurgere alla funzione del capo, della guida sicura, del militante d'avanguardia forgiato alla scuola del sapere, del dovere e del sacrificio.
La sua memoria e il suo nome resteranno indelebili nel ricordo e nella coscienza di tutti i Garibaldini della seconda divisione, che sentono oggi quanto con lui essi hanno perduto, ma che dal suo esempio di fulgido coraggio sono animati a raddoppiare le loro energie per accentuare la lotta, anche per lui, per tutti i caduti, e avvicinare così il giorno della Liberazione.
E in quel giorno anch'egli non sarà dimenticato, anch'egli sarà in mezzo a noi e il suo nome sarà stampato a lettere d'oro nei monumenti che ricorderanno il contributo di sacrificio e di sangue che abbiamo dato alla causa della liberazione nazionale.
Vogliate, a nome di tutti i volontari, commissari e comandanti della Divisione che lo ebbero soldato e capo non comune, esprimere alla sua famiglia la loro simpatia più profonda e la loro solidarietà fraterna.
Il Commissario Politico della Divisione
Mario [Carlo De Lucis]»
Inumato a Upega, la salma sarà poi traslata a Ormea (CN) nel cimitero di Viozene e quindi nel cimitero di Savona - Zinola. Qui, infine, tumulata nel Sacrario.

## Memoria
- A Briganti verrà subito intitolata una Brigata, la Terza Garibaldi della seconda Zona op. ligure, il cui comando è costituito da:
  - Comandante: Noce (G.B. Parodi).
  - Commissario: Fulvio (R. Zunino).
  - Vice Commissari: Ernesto (Gino De Marco) e Abete.
  - Capo di Stato Maggiore: Ardito.
  - SIM: Marco
  - Ufficiale d'armamento: Folgore.
  - Ufficiale Sanitario: Dok (dr. Silvio Adami).
  - Intendente: Mare.
- Alle ore 10 del giorno 19 dicembre 1944 si svolge a Savona uno sciopero generale politico indetto dalla Federazione Comunista in memoria di Gin Bevilacqua e di Briganti. Si tratta del primo sciopero generale politico dopo quello del mese di marzo e non solo riesce in maniera totale ma vi partecipano anche industriali, dirigenti, tecnici e impiegati (da: Savona Proletaria del 15.1.1945, numero 17).
- Sono oggi intitolate a Libero Briganti una via di Savona ed una sezione di partito, già sezione del PCI di Savona-Villapiana.
- È ricordato in una lapide presso il cimitero a Briga Alta, a Upega, e altresì nel sacrario di Imperia-Oneglia.

- Di lui si ricordano il fortissimo attaccamento agli ideali ed il profondo amore per la cultura, che lo portava a dedicarsi assiduamente alle letture e allo studio anche in occasioni semplici quali la consumazione di un sacrificato pasto. Per la comprensione della sua personalità è possibile riportare un breve episodio narrato dalla cognata: nascosto un giorno presso l'abitazione del suocero, nel difficile periodo di clandestinità in cui circolava in città con il volto coperto poiché braccato (particolare momento in cui l'autocentro di Legino fu preso d'assalto e le armi furono nascoste in varie abitazioni private anche per poter servire alla Resistenza), si poneva il problema di poterlo sfamare prima della sua ripartenza per la macchia (ancora quella savonese, prima dello spostamento nell'imperiese), in un momento di totale miseria collettiva, razioni centellinate, tessere rese quasi inutili dal mercato nero. Avuto dalla sorella di sua moglie un piccolo pandolce raggranellato grazie alla rischiosa magnanimità di una bottegaia, vedendolo ruppe in lacrime pensando ai compagni affamati sulle alture e alla propria fortuna per l'insperata razione.

### III Brigata Briganti
La Terza Brigata Briganti viene costituita il primo agosto 1944.
Da essa dipendono i distaccamenti Ines Negri, Bonaguro, Torcello e  Dario Volpe.

#### Ritorno della III Brig. d'assalto L. Briganti, Gen./Feb. 1945
Divisione Gin Bevilacqua
Distaccamento Torcello
Forza: n° 76 uomini
Dislocazione: 500 m ovest frazione Mereta di Calizzano.
Comandante Aldo
Commissario Miccio
Uff. Operaz. Kid
Intendente Falco
1a Sq. - Comandante Gigi
Commissari Pantera (14 uomini), Ur, Raffles (14 uomini), Robi.
2a Sq. - Comandante Vinicio (14 uomini)
3a Sq. - Comandante Pardo
4a Sq. - Comandante Ciculat (14 uomini)
Mitraglieri:
Barcaro + 2 ins.
Formica + 2 ins.
Tarzan + 2 ins.
Gino + 2 ins.
Ammalati al campo: 2
Feriti al campo: 2

#### Caduti della Brigata
Caduti della III Brigata Libero Briganti parte della Divisione Gin Bevilacqua:
- - Amboni Mario
  - Baitone Silvio
  - Brunetto Giovanni
  - Bellone Aldo
  - Burastero Primo
  - Buschiazzo Alfredo
  - Baria Primo
  - Bertolotti Angelo
  - Barsotti Renzo
  - Capurro Italo
  - Comaroli Luigi
  - Dodino Giuseppe
  - Dagnino Francesco
  - D'Alonzo Guido
  - Di Cristoforo Alberto
  - Donato Pietro
  - Fofi Giuseppe
  - Ganzaroli Dino
  - Giusti Settimio
  - Lanfranco Achille
  - Monarchi Davide
  - Martinelli Tommaso
  - Monsani Attilio
  - Mantero Francesco
  - Manfrino Antonio
  - Persico Michele
  - Pezzotti Fausto
  - Raspino Vincenzo
  - Ronzoni Giovanni
  - Scapini Romeo
  - Scattolin Omero
  - Sini Antonio
  - Vizzotto Carlo
  - Volpe Dario
  - Pastorino Michele
  - Zunino Carlo

#### Scioglimento della Brigata
Il primo febbraio 1945 le Brigate Garibaldi
- - III - Libero Briganti
  - IV - C. Cristoni (già II Daniele Manin)
  - V - F.lli Figuccio (già Baltera)
  - VI - P. Crosetti (già Nino Bixio)

assumono una nuova fisionomia organizzativa istituendo un'unità divisionale denominata Gin Bevilacqua.

## Onorificenze
In combattimento dava belle prove di valore e particolarmente si distingueva nel luglio 1944 a Rocchetta Nervina, tenendo in scacco per tre giorni forze tedesche dotate di artiglieria che tentavano di occupare il paese, e durante il duro rastrellamento dell'alta Val Tanaro.